# Album al numero uno nella Billboard 200 nel 1995
Di seguito è proposta la lista degli album al numero uno nella Billboard 200 nel 1995.

## Billboard 200
| † | Indica l'album con le migliori prestazioni del 1995. |

| Data         | Album                                     | Artista                   | Tot. sett. #1 | Unità vendute | Fonti                |
| ------------ | ----------------------------------------- | ------------------------- | ------------- | ------------- | -------------------- |
| 7 gennaio    | The Hits                                  | Garth Brooks              | 8             | 907.000       | [ 1 ]                |
| 14 gennaio   | The Hits                                  | Garth Brooks              | 8             | 516.000       | [ 2 ]                |
| 21 gennaio   | The Hits                                  | Garth Brooks              | 8             | 352.000       | [ 3 ] [ 4 ]          |
| 28 gennaio   | The Hits                                  | Garth Brooks              | 8             | 240.000       | [ 5 ] [ 6 ]          |
| 4 febbraio   | The Hits                                  | Garth Brooks              | 8             | 238.000       | [ 7 ]                |
| 11 febbraio  | Balance                                   | Van Halen                 | 1             | 295.000       | [ 8 ]                |
| 18 febbraio  | The Hits                                  | Garth Brooks              | 8             | 153.000       | [ 9 ] [ 10 ]         |
| 25 febbraio  | The Hits                                  | Garth Brooks              | 8             | 150.000       | [ 11 ]               |
| 4 marzo      | The Hits                                  | Garth Brooks              | 8             | 146.000       | [ 12 ]               |
| 11 marzo     | II                                        | Boyz II Men               | 5             | 113.000       | [ 13 ] [ 14 ]        |
| 18 marzo     | Greatest Hits                             | Bruce Springsteen         | 2             | 251.000       | [ 15 ] [ 16 ]        |
| 25 marzo     | Greatest Hits                             | Bruce Springsteen         | 2             | 168.000       | [ 16 ] [ 17 ]        |
| 1º aprile    | Me Against the World                      | 2Pac                      | 4             | 240.000       | [ 18 ]               |
| 8 aprile     | Me Against the World                      | 2Pac                      | 4             | 197.000       | [ 19 ]               |
| 15 aprile    | Me Against the World                      | 2Pac                      | 4             | 119.000       | [ 20 ]               |
| 22 aprile    | Me Against the World                      | 2Pac                      | 4             | 113.000       | [ 21 ]               |
| 29 aprile    | The Lion King                             | Elton John e artisti vari | 10            | 133.500       | [ 22 ] [ 23 ]        |
| 6 maggio     | Throwing Copper                           | Live                      | 1             | 117.500       | [ 24 ]               |
| 13 maggio    | Friday                                    | Artisti vari              | 2             | 121.000       | [ 25 ] [ 26 ]        |
| 20 maggio    | Friday                                    | Artisti vari              | 2             | 123.000       | [ 27 ] [ 28 ]        |
| 27 maggio    | Cracked Rear View †                       | Hootie & the Blowfish     | 7             | 125.000       | [ 28 ] [ 29 ]        |
| 3 giugno     | Cracked Rear View †                       | Hootie & the Blowfish     | 7             | 113.000       | [ 30 ] [ 31 ]        |
| 10 giugno    | Cracked Rear View †                       | Hootie & the Blowfish     | 7             | 120.000       | [ 32 ]               |
| 17 giugno    | Cracked Rear View †                       | Hootie & the Blowfish     | 7             | 128.000       | [ 33 ]               |
| 24 giugno    | P•U•L•S•E                                 | Pink Floyd                | 1             | 198.000       | [ 34 ]               |
| 1º luglio    | Cracked Rear View †                       | Hootie & the Blowfish     | 7             | 170.000       | [ 35 ]               |
| 8 luglio     | HIStory: Past, Present and Future, Book I | Michael Jackson           | 2             | 391.000       | [ 36 ]               |
| 15 luglio    | HIStory: Past, Present and Future, Book I | Michael Jackson           | 2             | 263.000       | [ 37 ] [ 38 ]        |
| 22 luglio    | Pocahontas                                | Artisti vari              | 1             | 192.000       | [ 39 ] [ 40 ]        |
| 29 luglio    | Cracked Rear View †                       | Hootie & the Blowfish     | 7             | 144.000       | [ 41 ] [ 42 ]        |
| 5 agosto     | Dreaming of You                           | Selena                    | 1             | 331.000       | [ 43 ] [ 44 ] [ 45 ] |
| 12 agosto    | E. 1999 Eternal                           | Bone Thugs-n-Harmony      | 2             | 307.000       | [ 46 ]               |
| 19 agosto    | E. 1999 Eternal                           | Bone Thugs-n-Harmony      | 2             | 222.000       | [ 47 ]               |
| 26 agosto    | Cracked Rear View †                       | Hootie & the Blowfish     | 7             | 184.000       | [ 48 ] [ 49 ]        |
| 2 settembre  | Dangerous Minds                           | Artisti vari              | 4             | 210.000       | [ 50 ] [ 51 ]        |
| 9 settembre  | Dangerous Minds                           | Artisti vari              | 4             | 256.000       | [ 52 ]               |
| 16 settembre | Dangerous Minds                           | Artisti vari              | 4             | 208.000       | [ 53 ] [ 54 ]        |
| 23 settembre | Dangerous Minds                           | Artisti vari              | 4             | 182.500       | [ 55 ]               |
| 30 settembre | Cracked Rear View †                       | Hootie & the Blowfish     | 7             | 167.000       | [ 56 ] [ 57 ]        |
| 7 ottobre    | Jagged Little Pill                        | Alanis Morissette         | 2             | 148.000       | [ 58 ] [ 59 ]        |
| 14 ottobre   | Jagged Little Pill                        | Alanis Morissette         | 2             | 142.000       | [ 60 ] [ 61 ]        |
| 21 ottobre   | Daydream                                  | Mariah Carey              | 6             | 224.000       | [ 62 ] [ 63 ]        |
| 28 ottobre   | Daydream                                  | Mariah Carey              | 6             | 216.000       | [ 64 ]               |
| 4 novembre   | Daydream                                  | Mariah Carey              | 6             | 170.000       | [ 65 ] [ 66 ]        |
| 11 novembre  | Mellon Collie and the Infinite Sadness    | The Smashing Pumpkins     | 1             | 246.500       | [ 67 ] [ 68 ]        |
| 18 novembre  | Dogg Food                                 | Tha Dogg Pound            | 1             | 277.500       | [ 69 ]               |
| 25 novembre  | Alice in Chains                           | Alice in Chains           | 1             | 189.000       | [ 70 ] [ 71 ]        |
| 2 dicembre   | R. Kelly                                  | R. Kelly                  | 1             | 248.500       | [ 72 ]               |
| 9 dicembre   | Anthology 1                               | The Beatles               | 3             | 855.473       | [ 73 ]               |
| 16 dicembre  | Anthology 1                               | The Beatles               | 3             | 453.000       | [ 74 ]               |
| 23 dicembre  | Anthology 1                               | The Beatles               | 3             | 435.000       | [ 75 ]               |
| 30 dicembre  | Daydream                                  | Mariah Carey              | 6             | 486.000       | [ 76 ]               |

Note:
1. ↑  Ha raggiunto il numero uno anche nel 1994
2. ↑  Ha raggiunto il numero uno anche nel 1994
3. 1 2  Ha raggiunto il numero anche nel 1996